# Shershen (lớp tàu phóng lôi)
Lớp tàu phóng lôi Shershen (tiếng Anh:’’ Turya class torpedo boat’’,tiếng Nga:’’Торпедные катера проекта 206’’) là tên ký hiệu của NATO cho loại tàu phóng lôi lớp T-3 do Liên Xô nghiên cứu và sản xuất vào thập niên 1960. Tên thiết kế của nó là Đề án 206 Shtorm.

## Thiết kế

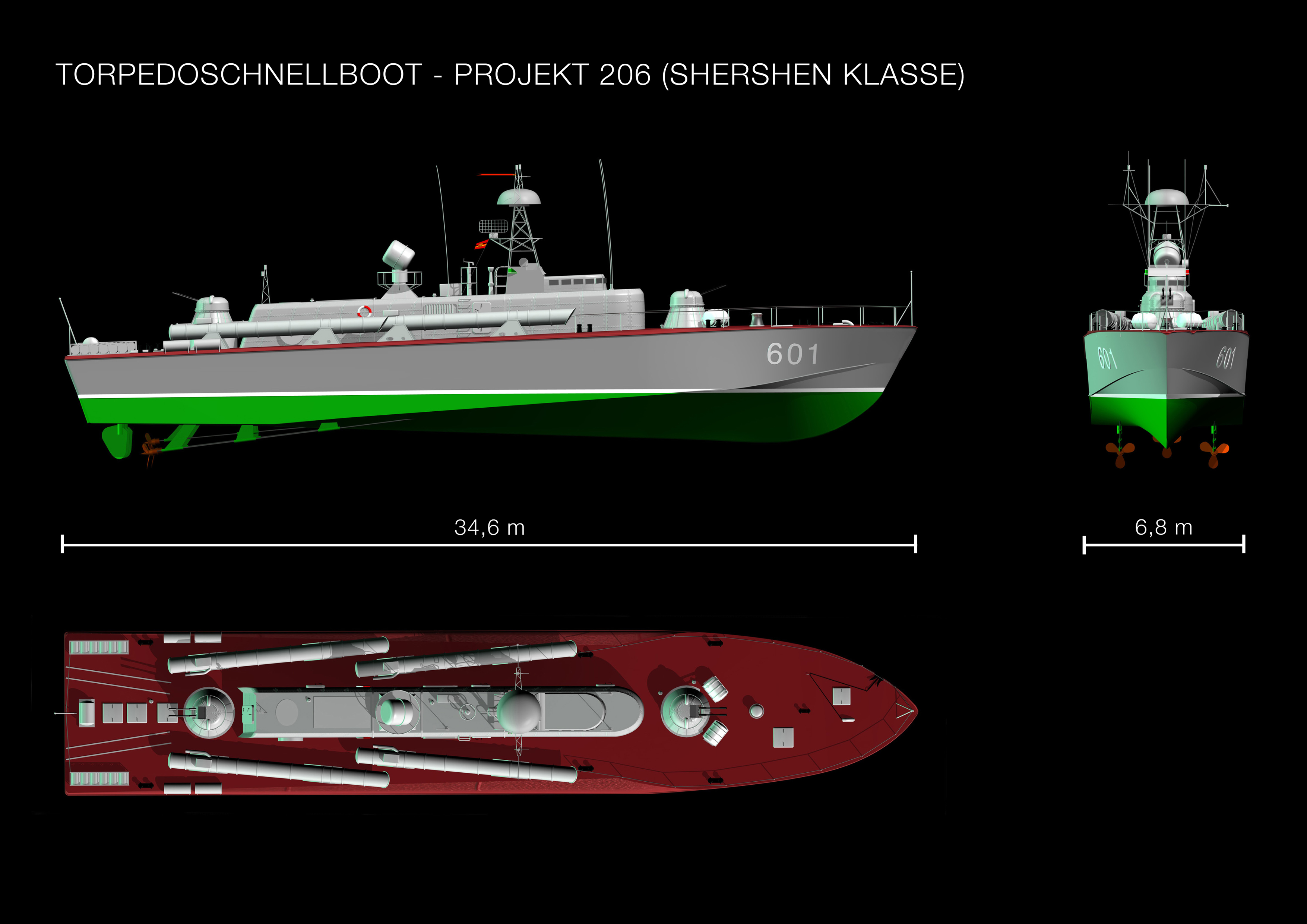
Bản vẽ chi tiết kỹ thuật 3 chiều của tàu lớp Shershen

Tàu phóng lôi lớp Shershen được thiết kế dựa trên tàu phóng lôi thuộc Đề án 183.Nó được thiết kế lại nhằm đảm bảo có giá thành rẻ hơn và dễ bảo trì.Chúng sử dụng loại động cơ giống với các lớp tàu Osa,Mol, Bogomol, và Turya.Vỏ tàu được đóng bằng duralumin, thích hợp để tuần tra gần bờ,trong điều kiện thời tiết tốt và khi không khí ít sương mù,tầm nhìn tốt.Nó có hệ thống phòng thủ EW, mức tối thiểu để tham gia vào bất kỳ cuộc hải chiến nào.
Vũ khí chính trên tàu bao gồm bốn ống phóng ngư lôi 533 milimét (21,0 in) OTA-53-206M đặt ở hai bên có khả năng tấn công với tốc độ cao các tàu nổi và cả tàu ngầm, loại ngư lôi 53-VA cỡ 533mm có chiều dài 7,9m, nặng 2 tấn và lắp đầu nổ nặng 210 kg. Ngư lôi có độ sâu chiến đấu 6-8m, độ sâu sục sạo 12-16m, tốc độ 29 km/h, cự li bắn 11 km. Nó được điều khiển bởi hệ thống điều khiển hỏa lực OTA-53-206 .Ngư lôi Type 53-56 của Khối Warszawa có khả năng bám theo mục tiêu,tuy nhiên,phiên bản 53-65 xuất khẩu cho các nước Trung Đông (như Ai Cập, Syria, Iran, Iraq) lại chỉ có thể phóng thẳng.Mặc dù được thiết kế để mang vũ khí tấn công ra vùng nước sâu nhưng tàu lại không có Sonar còn giá mìn thì thường xuyên bị tháo ra. Ngoài ra,trên tàu còn có 2 pháo cao tốc AK-230 2 nòng 30 mm,1 đặt ở đầu và 1 đặt ở cuối tàu.4 tên lửa đất đối không tầm thấp Strela-2, NATO gọi là SA-7 Grail,phiên bản hải quân gọi là SA-N-5. Ở Việt Nam,tên lửa Strela-2 được gọi là tên lửa A-72.
Phiên bản nâng cấp của tàu phóng lôi lớp Shershen sau này là tàu phóng lôi lớp Turya (tên của Liên Xô là tàu phóng lôi lớp T-68 thuộc đề án lớp 206M Shtorm).Nó có lắp đặt sonar,là loại tàu cánh ngầm có tốc độ cao và có pháo AK-257 57 mm nhưng không có tên lửa Strela 2.Chữ M trong tên Đề án 206M Shtorm viết tắt của từ Modernizirovannyj trong tiếng Nga có nghĩa là hiện đại hóa.

## Các nhà khai thác

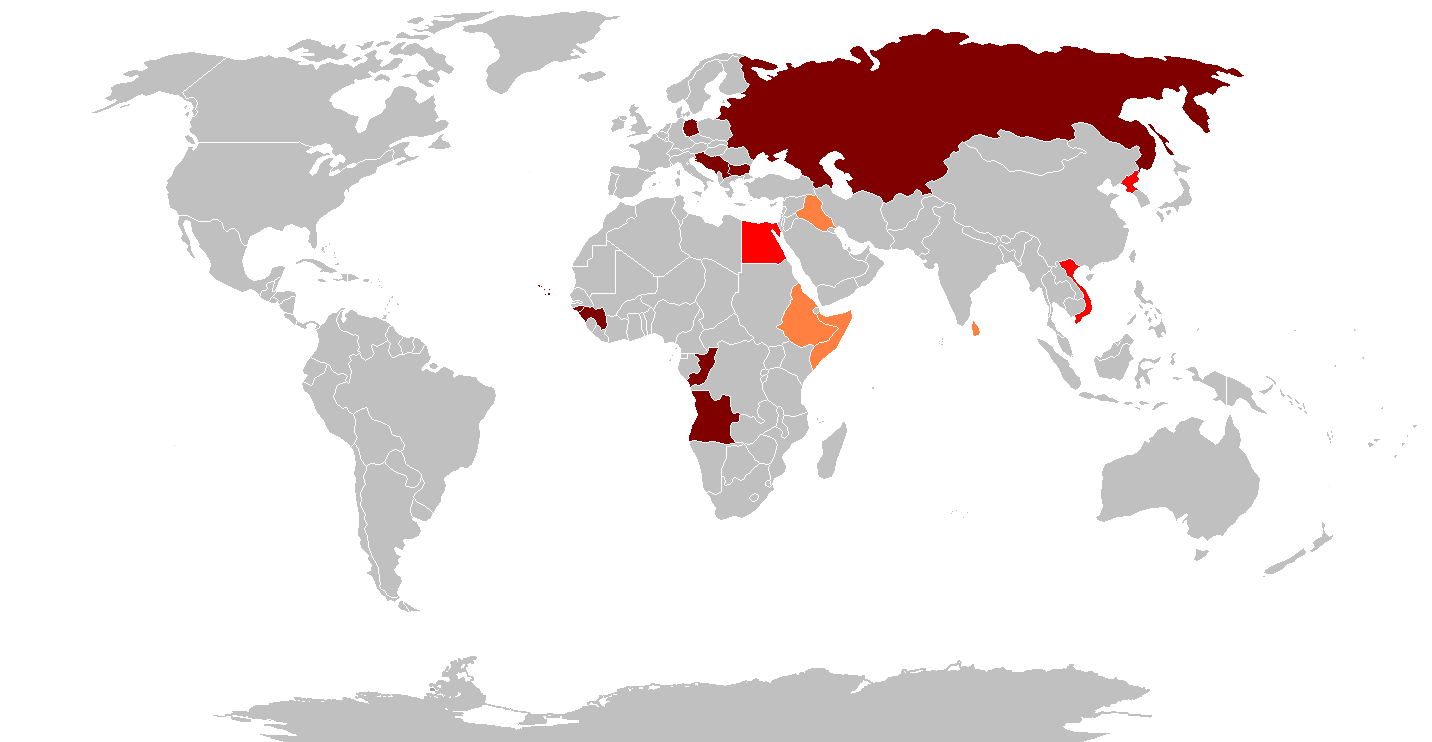
Bản đồ thể hiện các nhà khai thác lớp Shershen với màu đỏ sẫm là các nhà khai thác trước đây sử dụng tàu thuộc Đề án 206, màu đỏ nhạt là các nhà khai thác hiện tại vẫn sử dụng tàu thuộc Đề án 206 và màu cam là các nhà khai thác sử dụng tàu thuộc Đề án 206E

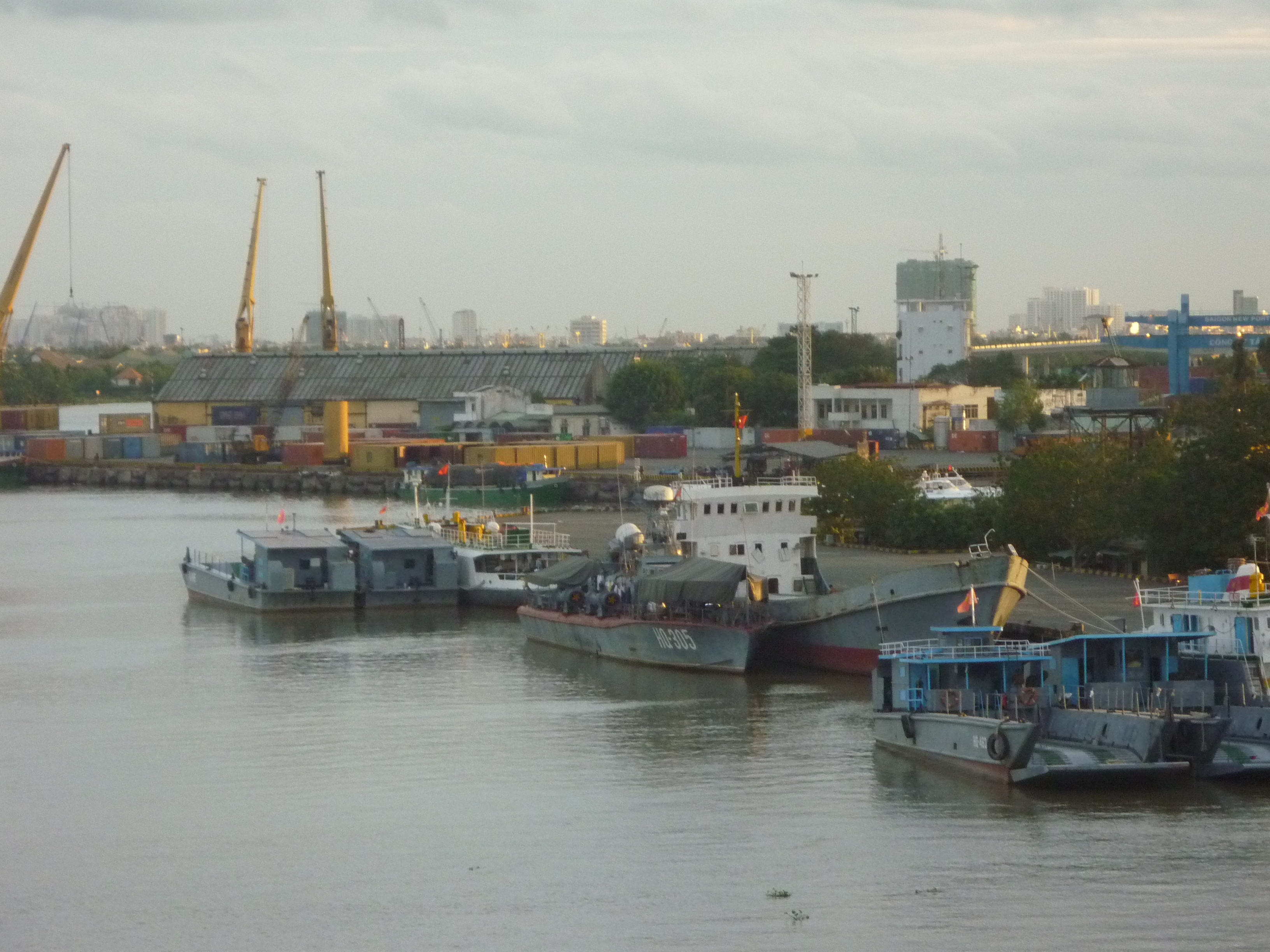
Tàu phóng lôi lớp Shershen số hiệu HQ-305 của Hải quân Nhân dân Việt Nam tại quân cảng ở Thành phố Hồ Chí Minh

### Đề án 206
Hiện nay nhiều tàu phóng lôi lớp Shershen và cả tàu phóng lôi lớp Turya đã bị cho ngừng hoạt động do đã cũ kỹ.Các loại tàu phóng lôi trên thế giới nói chung hiện nay đã lạc hậu,chỉ đảm bảo các nhiệm vụ tuần tra bảo vệ vùng nước nông,vùng ven bờ và các cửa sông.Chúng đã được thay thế bằng các tàu hộ vệ tên lửa có tốc độ cao và hỏa lực mạnh.
- Liên Xô: 87 tàu đã được đóng cho Hải quân Liên Xô từ năm 1960 đến năm 1970. Chúng chủ yếu được đóng tại các xưởng đóng tàu ở Zelenodolsk và Yaroslavl.
- Angola 4 tàu
- Ai Cập 7 tàu được viện trợ theo số hiệu 751,752,753,755,757,759,761.752 bị phá hủy sau Chiến tranh Yom Kippur.6 chiếc còn lại vẫn hoạt động.Năm 1987,751 và 753 được nâng cấp tại nhà máy đóng tàu Ismailia ở Ai Cập với hệ thống Thompson-CSF DR875 ESM được lắp đặt,các ống phóng lôi bị gỡ bỏ và thay vào đó là ống phóng BM-21 đặt ở 2 bên tàu,tên lửa SA-N-5 vẫn được giữ lại.Đến thập niên 1990 thì bị gỡ bỏ toàn bộ các thiết bị như ống phóng lôi, MRL (rốc két phóng loạt) và cả tên lửa SAM chỉ giữ lại súng pháo làm tàu tuần tra gần bờ.
- Bulgaria 7 tàu được chuyển giao năm 1970.Chúng bị loại bỏ vào năm 1982.
- Campuchia 2 tàu.1 do Liên Xô tặng năm 1980 và 1 do Việt Nam tặng năm 1998.Chúng không có giá treo mìn,đều đã được nâng cấp trước khi chuyển giao.Chỉ còn 1 chiếc hoạt động.
- Cape Verde Có 2 tàu được Liên Xô chuyển giao năm 1979 mang số hiệu 451 và 452.Ống phóng lôi trên cả hai tàu đã bị gỡ.Ngừng hoạt động cuối thập niên 1980.
- Cộng hòa Congo 1 tàu chuyển giao năm 1979.Cũng không có ống phóng lôi.Ngừng hoạt động năm 1989.
- Đông Đức 18 tàu được chuyển giao.Chiếc đầu tiên được chuyển giao năm 1968 và chiếc cuối cùng vào năm 1971.Chúng hoạt động cùng các tàu tên lửa lớp Osa I và 4 chiếc đầu tiên bị ngừng hoạt động năm 1984.Đến năm 1990,vẫn còn 8 chiếc hoạt động.Chúng bị hủy bỏ hoàn toàn 8 tháng sau khi Đông Đức sụp đổ và sáp nhập và Tây Đức.
- Guinea 3 tàu được chuyển giao từ năm 1978 và 1979.Các ống phóng lôi bị gỡ bỏ trước khi chuyển giao.Ngừng hoạt động năm 1993.
- Guinea-Bissau 1 tàu được Liên Xô tặng tháng 12 năm 1978.Vẫn còn hoạt động.
- Việt Nam 16 tàu được chuyển giao từ năm 1973 đến 1980.5 ngừng hoạt động trong khoảng từ năm 2000 đến 2006,7 được chuyển giao cho Cảnh sát biển Việt Nam,4 còn hoạt động nhưng cũng sắp ngừng sử dụng. Có thể 1 chiếc trở thành mục tiêu cho tên lửa chống hạm Kh-31A trong một cuộc tập trận tại Biển Đông năm 2011 được phóng từ một máy bay Sukhoi Su-30MK2V của Không quân Nhân dân Việt Nam.[4]
- Nam Tư 14 tàu,4 được đóng tại Liên Xô,số còn lại được đóng theo giấy phép tại xí nghiệp đóng tàu Tito ở Nam Tư.2 tàu bị Croatia bắt năm 1991,1 trở thành mục tiêu giả định của hải quân Croatia năm 1994.12 chiếc khác ngừng hoạt động năm 1993.

### Đề án 206E
Một phiên bản đơn giản hóa được Liên Xô thiết kế, chế tạo để xuất khẩu có tên là Đề án 206E. Tên ký hiệu của NATO là lớp Mol. Chúng được xuất khẩu cho các quốc gia ngoài khối xã hội chủ nghĩa. Một chiếc được Liên Xô giữ lại để huấn luyện cho thủy thủ đoàn nước ngoài.
- Ethiopia: 2 tàu.
- Iraq: 2 tàu.
- Somalia: 4 tàu.
- Sri Lanka: 4 tàu.

## Thư viện ảnh

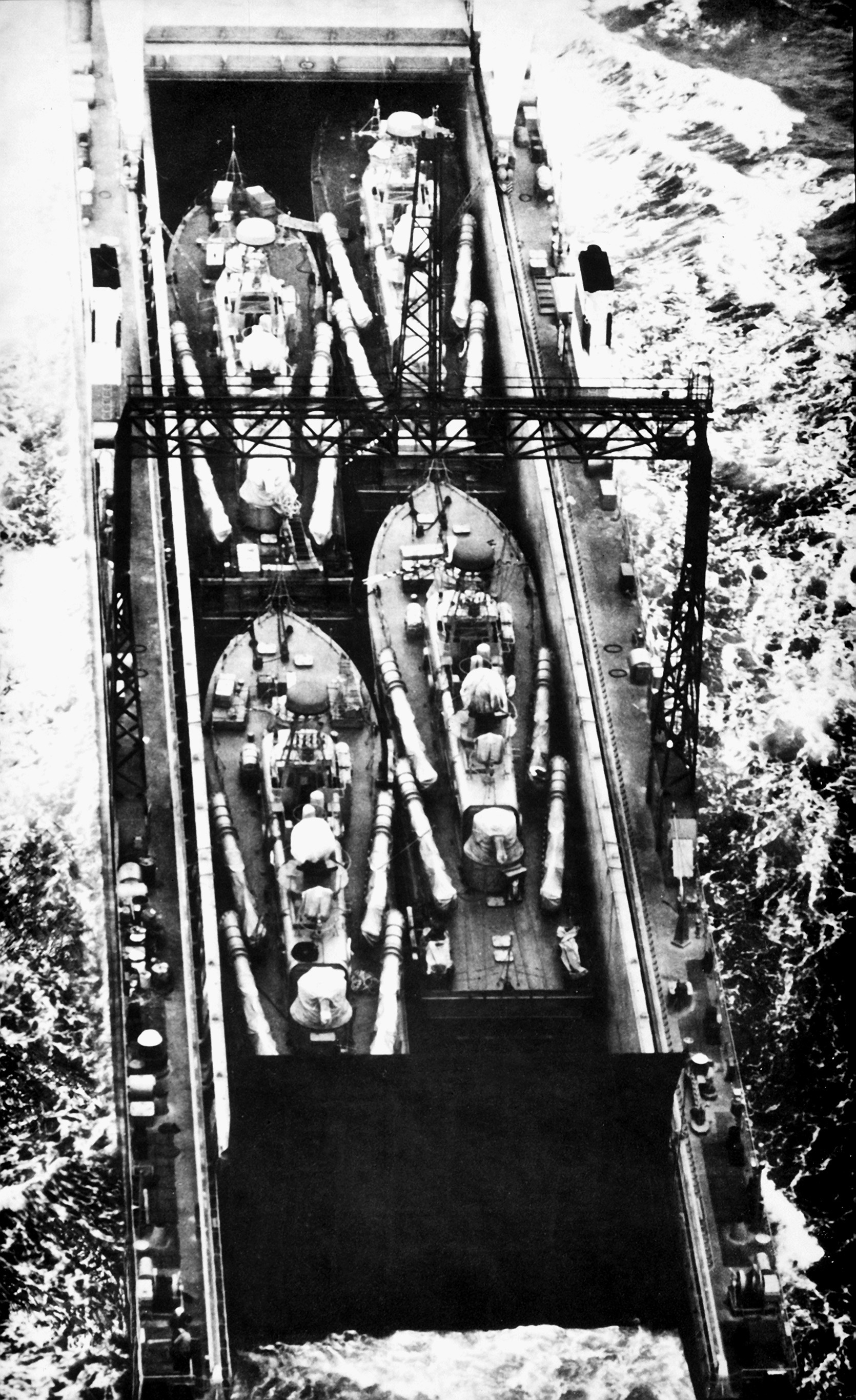
Bức ảnh được chụp từ trên cao của bốn tàu phóng lôi lớp Shershen thuộc Đề án 206 đang được vận chuyển trên một tàu chở hàng RORO của Liên Xô vào năm 1986
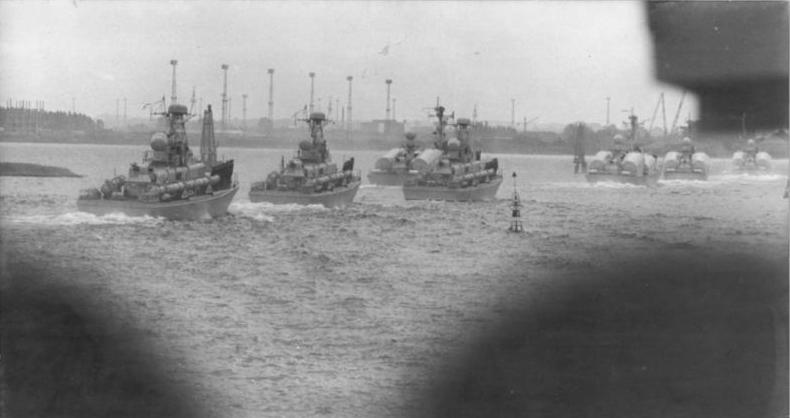
Các tàu của Hải quân Nhân dân CHDC Đức diễu hành tại cảng Rostock trong lễ kỷ niệm 25 năm ngày thành lập Cộng hòa Dân chủ Đức vào năm 1974. Bốn tàu phóng lôi lớp Shershen thuộc Đề án 206 đi trước và bốn tàu tên lửa lớp Osa thuộc Đề án 205 đi sau
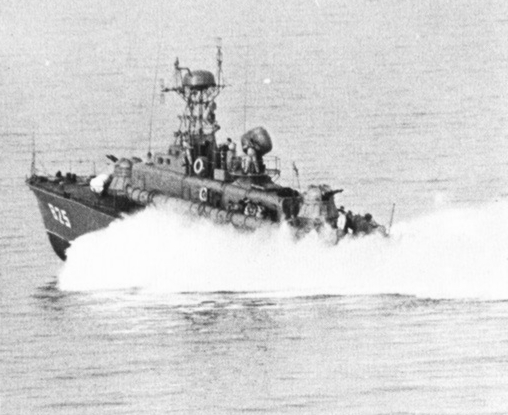
Tàu phóng lôi lớp Shershen của Hải quân Ai Cập. Bức ảnh được chụp từ tàu sân bay USS Intrepid của Hải quân Hoa Kỳ được triển khai đến Địa Trung Hải từ ngày 16 tháng 4 đến ngày 15 tháng 10 năm 1971
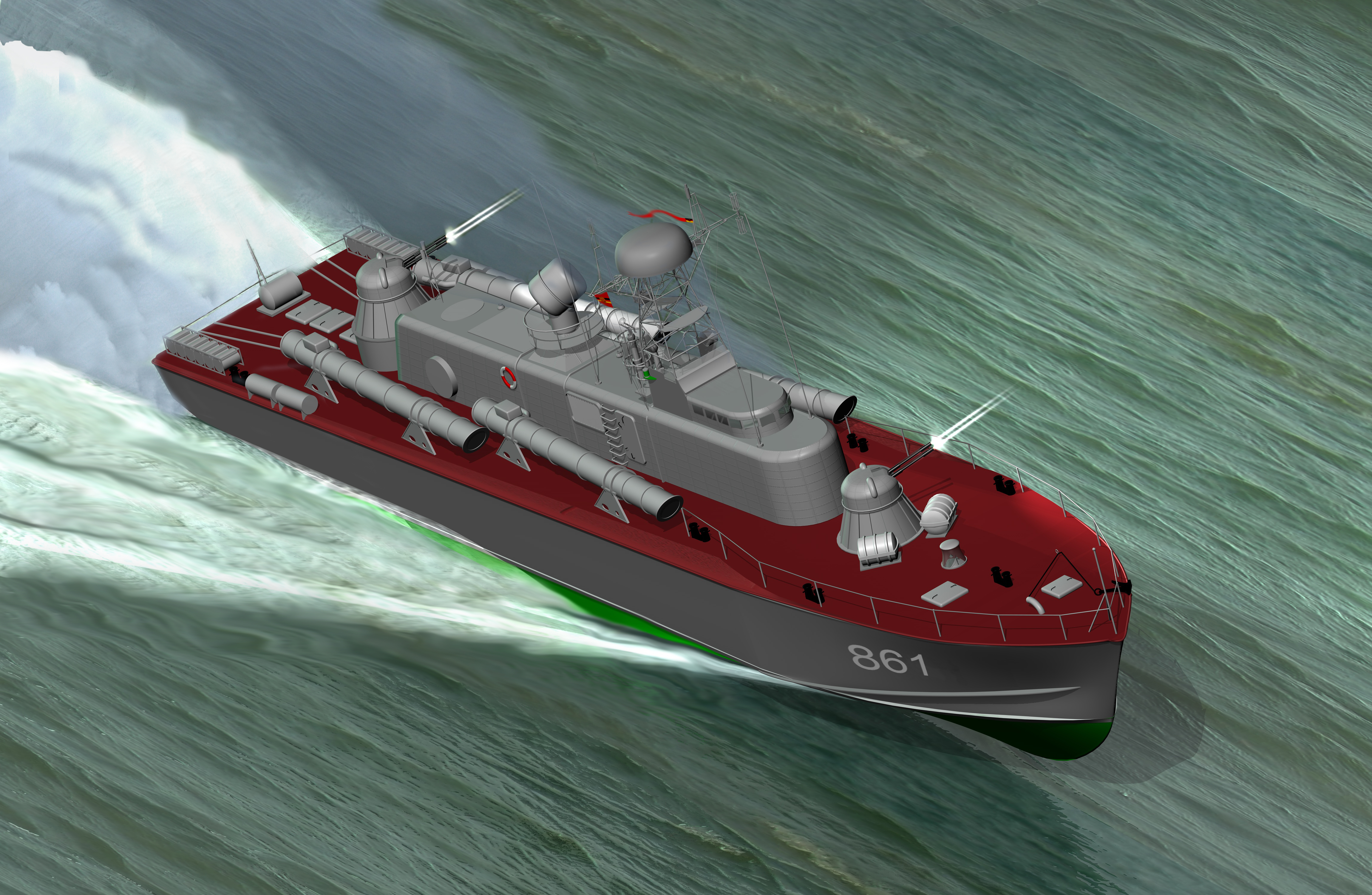
Hình vẽ minh hoạ tàu phóng lôi lớp Shershen của Hải quân Nhân dân CHDC Đức ở tốc độ tối đa đang sử dụng pháo AK-230